# Paulina (альбом)
Paulina — пятый студийный альбом мексиканской певицы Паулины Рубио, выпущенный 23 мая 2000 года под лейблом Universal Latino. Альбом был номинирован на второй премии Латинской Грэмми в категориях «Альбом года» и «Лучший женский поп-вокал на альбоме», а сингл «Y Yo Sigo Aquí» получил номинацию в категории «Лучшая песня». Paulina стал самым продаваемым испаноязычным альбомом в Соединённых Штатах в 2001 году, его продажи во всём мире составили 2,5 млн в 2002 году, а на сегодняшний день продажи составляют 3 млн копий по всему миру, что делает его самым продаваемым альбомом Рубио.

## Об альбоме
Paulina — это первый альбом Рубио, выпущенный под лейблом Universal. На сегодняшний день, это самый успешный альбом певицы. После завершения её контракта с лейблом EMI, Паулина потратила почти четыре года на подготовку этого релиза. Она обновила музыку и работала с новыми продюсерами и композиторами, такими как Эстефано, Армандо Мансанеро, Алехандро Гарсиа Абад, Кристиан-де-Уолден, Ричард Даниэль Роман, Игнасио Бальестерос, Хуан Габриэль.

## Список композиций
| №   | Название              | Музыка                                    | Длительность |
| --- | --------------------- | ----------------------------------------- | ------------ |
| 1.  | «Lo Haré Por Ti»      | Estéfano                                  | 4:43         |
| 2.  | «El Último Adiós»     | Estéfano                                  | 4:46         |
| 3.  | «Tal Vez, Quizá»      | Armando Manzanero                         | 4:35         |
| 4.  | «Y Yo Sigo Aquí»      | Estéfano                                  | 4:15         |
| 5.  | «Sin Aire»            | Estéfano                                  | 4:05         |
| 6.  | «Tan Sola»            | Estéfano                                  | 5:24         |
| 7.  | «Sexy Dance»          | Estéfano                                  | 5:04         |
| 8.  | «Cancún y Yo»         | Juan Gabriel                              | 3:49         |
| 9.  | «Mírame a los Ojos»   | Alejandro García Abad                     | 3:57         |
| 10. | «Yo No Soy Esa Mujer» | Christian De Walden                       | 3:45         |
| 11. | «Vive El Verano»      | Richard Daniel Roman, Ignacio Ballesteros | 4:12         |
| 12. | «Baby Paulina»        | Paulina Rubio                             | 0:17         |

## Продажи и сертификации
| Регион                                                      | Сертификация          | Продажи   |
| ----------------------------------------------------------- | --------------------- | --------- |
| Аргентина (CAPIF)                                           | Золотой               | 30 000^   |
| Chile (IFPI Chile)                                          | Платиновый            | 20,000    |
| Колумбия (ASINCOL)                                          | Платиновый+Золотой    |           |
| Costa Rica                                                  | 2× Платиновый         |           |
| Ecuador                                                     | Золотой               | 7,500     |
| Мексика (AMPROFON)                                          | 4× Платиновый         | 600 000^  |
| Perú (UNIMPRO)                                              | Золотой               | 5,000     |
| Испания (PROMUSICAE)                                        | 3× Платиновый         | 400,000   |
| США (RIAA)                                                  | 8× Платиновый (Latin) | 480,000   |
| Venezuela (AVINPRO)                                         | Золотой               | 50,000    |
| Итого                                                       |                       |           |
| Центральная Америка (CFC)                                   | Платиновый            | 20,000    |
| Мир                                                         | —                     | 3,000,000 |
| ^ Данные о тиражах приведены только на основе сертификации. |                       |           |